# 毎日放送千里丘ミリカセンター
毎日放送千里丘ミリカセンター（まいにちほうそう せんりおかミリカセンター）は、かつて大阪府吹田市千里丘北1-2に所在した毎日放送（MBS）の放送施設である。

## 施設概要
1961年（昭和36年）から2007年（平成19年）までMBSの制作拠点として使われた毎日放送千里丘放送センターの後継施設として、其の隣接地にあったミリカプールの跡地に建設され、2008年2月6日に運用を開始した。本社内と同様、毎日放送の社員及び関係者以外の立ち入りはできなかった。
この施設は延床面積約4,100m2の鉄骨造2階建てで、以下の設備がある。
- 倉庫。写真、書籍・資料、レコード・CD類、MBSで過去に放送された一部番組の録画映像・録音音源・セットが保管されている
- 中継事務所、中継機材倉庫を備えた中継技術センター
- 非常用食料備蓄庫
- 株式会社放送映画製作所中継機材倉庫
- ミリカスポーツ振興株式会社本社事務所

隣接地にはミリカスポーツ振興が運営する「ミリカゴルフセンター」があった。
JNN系・TBS系列局で本社演奏所以外にこのような放送施設を所有しているのは他にはTBSホールディングス（TBSHD）のみ（横浜市青葉区に所有している「緑山スタジオ・シティ」と東京都世田谷区の『東京メディアシティ』内にある「TBS砧スタジオ」）。また、1975年3月までネットを結んでいたテレビ朝日ホールディングス（NET→テレビ朝日）も東京都稲城市にテレビ朝日若葉台メディアセンターを所有している。
近年までMBSラジオの予備送信所(1kW)が当所に置かれていたが、2023年現在は茶屋町の本社にある
毎日放送が2014年春に大阪市北区茶屋町の現本社北側に新たな「新館」（B館）を増築するまで、中継車車庫も千里丘ミリカセンターに所在していた。
2019年7月16日に閉鎖され、隣接するミリカゴルフセンターもこれに先立つ2019年6月30日に閉鎖となり、毎日放送は千里丘から完全撤退となった。当施設に保管されていたものの移転場所については不明。
跡地にはLIXILビバがホームセンターの出店を計画していることが報じられた。その後、LIXILからアークランドサカモトに経営権が移り、2021年8月4日に、「スーパービバホーム吹田千里丘店」としてオープンした。